# Vino di serpente

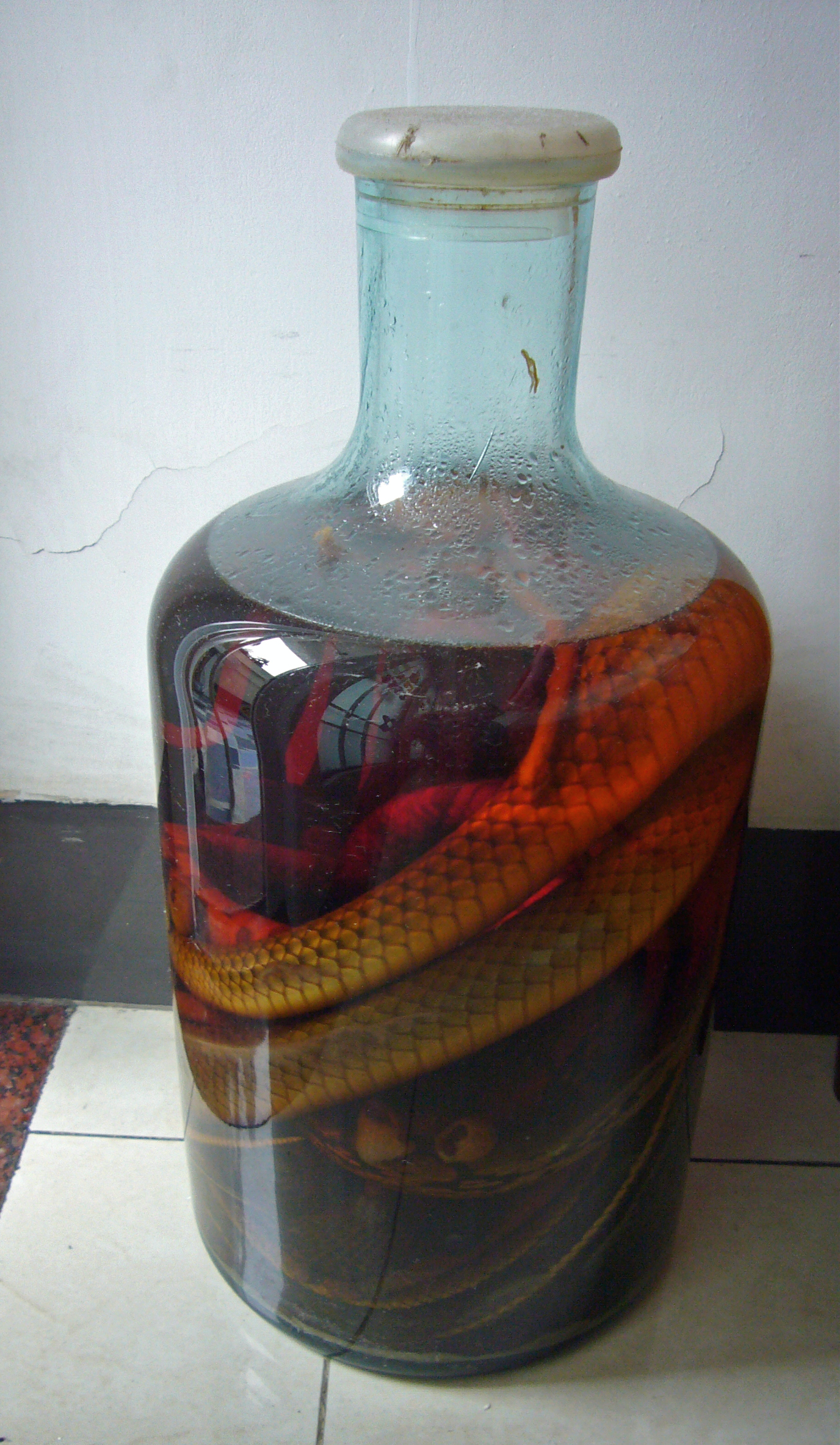
Una bottiglia di vino di serpente fotografata a Canton, in Cina.

Il vino di serpente (in cinese 蛇酒, pinyin: shéjiǔ) è una bevanda alcolica, prodotta inserendo serpenti interi in un infuso di alcol. Può essere reperito in Cina, Vietnam e nel sud-est asiatico.
Alcuni serpenti utilizzati sono specie protette. L'importazione è vietata verso l'Italia e molti paesi Europei.